# Norrbottenspets
De Norrbottenspets is een jachthond afkomstig uit Zweden, merendeels uit de grensstreek met Finland.

## Uiterlijk
De reuen bereiken een schouderhoogte van ongeveer 45 centimeter, de teven blijven wat kleiner en worden 42 centimeter hoog. De vacht is kort en dicht met een zachte ondervacht. De ideale kleur is wit met roodbruine of gele platen, maar in principe is elke kleur toegestaan.

## Aard
De Norrbottenspets is een vriendelijke, zelfstandige en zeer beweeglijke hond die graag blaft. Hij is intelligent, slim en eigenwijs. Vanwege die eigenwijsheid is er veel geduld en overredingskracht nodig om deze hond een goede basisopvoeding bij te brengen.
Akita ·
Amerikaanse akita ·
Alaska-malamute ·
Basenji ·
Canaänhond ·
Canadese eskimohond ·
Chowchow ·
Cirneco dell'Etna ·
Eurasiër ·
Europese sledehond ·
Faraohond ·
Finse lappenhond ·
Finse spits ·
Groenlandse hond ·
Hokkaido ·
IJslandse hond ·
Jämthund ·
Japanse spits ·
Kai ·
Karelische berenhond ·
Keeshond ·
Kintamanihond ·
Kishu ·
Koreaanse jindohond ·
Lapinporokoira ·
Mexicaanse naakthond ·
Noorse buhund ·
Noorse elandhond ·
Noorse lundehond ·
Norrbottenspets ·
Oost-Siberische laika ·
Peruaanse naakthond ·
Podenco canario ·
Podenco ibicenco ·
Podengo Português ·
Russisch-Europese laika ·
Samojeed ·
Shiba ·
Shikoku ·
Siberische husky ·
Taiwandog ·
Thai Bangkaew Dog ·
Thai ridgebackdog ·
Västgötaspets ·
Volpino italiano ·
Westsiberische laika ·
Yakut laika ·
Zweedse lappenhond